# إدوارد بنسون (قسيس)
إدوارد بنسون (بالإنجليزية: Edward White Benson) (و. 1829 – 1896 م) هو قسيس، وعالم عقيدة بريطاني، توفي عن عمر يناهز 67 عاماً.

## مناصب
تولى منصب رئيس أساقفة كانتربيري (1883–11 أكتوبر 1896)
- Bishop of Truro [الإنجليزية]‏ (منذ 25 أبريل 1877)

.

## التعليم
تعلم في كلية الثالوث، كامبريدج، وتعلم في مدرسة الملك إدوارد ‏
.

## روابط خارجية
- إدوارد بنسون على موقع الموسوعة البريطانية (الإنجليزية)